# Kai Miki
Kai Miki (三鬼 海 Miki Kai?, Kuwana, Mie, 19 de abril de 1993) es un futbolista japonés que juega como defensa en el S. C. Sagamihara.

## Trayectoria

### Clubes
| Club                          | País  | Año       |
| ----------------------------- | ----- | --------- |
| F. C. Machida Zelvia          | Japón | 2011-2016 |
| V-Varen Nagasaki (cedido)     | Japón | 2015      |
| Roasso Kumamoto               | Japón | 2017      |
| Montedio Yamagata             | Japón | 2018-2021 |
| F. C. Machida Zelvia (cedido) | Japón | 2021      |
| F. C. Machida Zelvia          | Japón | 2022-2024 |
| S. C. Sagamihara (cedido)     | Japón | 2024      |
| S. C. Sagamihara              | Japón | 2025-     |